# Worb

Photo aérienne prise à 500 m par Walter Mittelholzer (1925)

Worb est une commune suisse du canton de Berne, située dans l'arrondissement administratif de Berne-Mittelland.

## Culture et patrimoine

### Héraldique
| Blason | Blasonnement : D'or au chevron de sable |

### Monuments et curiosités
- L'ancien château de Worb fait partie des ouvrages défensifs féodaux du canton de Berne. Il est possible qu'aujourd'hui encore quelques-uns de ses éléments soient d'origine (XIIe et XIIe siècles) : l'aspect extérieur de l'habitation seigneuriale avec des murailles atteignant trois mètres d’épaisseur ainsi que le donjon carré indiqueraient l'époque des Zähringen.
- Le château neuf de Worb a été construit par Franz Ludwig von Graffenried entre 1734 et 1737. L’édifice et les alentours ont été transformés et améliorés à plusieurs reprises au cours des siècles et le château a été complètement rénové dans les années 1985 à 1989 par Charles von Grafenried.